# 32561 Waldron
32561 Waldron este o planetă minoră (asteroid) din centura de asteroizi. A fost descoperită pe 16 august 2001 la Experimental Test Site⁠(d) de Lincoln Near-Earth Asteroid Research. 
Obiectul prezintă o orbită caracterizată de o semiaxă mare de 2,5997468 UAi, o excentricitate de 0,17, o înclinație de 3,1156 ° în raport cu ecliptica.